# Juhász Gyula (levéltáros)
Juhász Gyula Vilmos Flóris (Tardoskedd, 1842. július 26. – Nyitra, 1900. január 29.) szolgabíró, Nyitra vármegye levéltárosa.

## Élete
Szülei Juhász Pál és Szászy Zsuzsanna voltak. Felesége Kajdacsy Irén volt, gyermekeik Juhász Árpád gazdasági akadémiai tanár és Varga Györgyné Juhász Márta voltak.
1851-1857 között az esztergomi gimnáziumban tanult. 1861-1881 között az érsekújvári járásban szolgált mint szolgabíró, 1867-ben a Nyitrai alsó járás egyik kerületi esküdtje, majd 1881-1887 között hivatalosan Nyitra vármegye levéltárnoka volt. Ezt a funkciót valószínűleg Romhányi János kinevezéséig (1900) más már nem töltötte be.
Átvette a kiscétényi Kovács család levéltári anyagát. Arcképe Nyitra vármegye monográfiájában maradt fenn. 1883-ban Székely Józsefnek szolgáltatott forrásanyagot Katona Józsefről.